# Cratere Asshur
Asshur è un cratere sulla superficie di Ganimede.